# Cathédrale Sainte-Sophie de Novgorod
Cette  cathédrale n’est pas la seule cathédrale Sainte-Sophie.
La cathédrale Sainte-Sophie de Novgorod a été construite entre 1045 et 1050 dans la forteresse (detinets) de Novgorod. C'est l'une des premières constructions en pierre dans la Russie du Nord. Contemporaine des églises romanes d'Europe de l'ouest, elle atteint une hauteur de 38 mètres. Sa construction marque le début de l’architecture russe. Elle fait partie des édifices de l'époque pré-mongole de la Rus'.

## Historique
Elle était plus haute originellement, mais pendant les neuf derniers siècles le niveau du sol s'est élevé de près de deux mètres, escamotant ainsi la base de la cathédrale. Elle a été bâtie par Vladimir (prince de Novgorod de 1036 à sa mort en 1052), le fils de Iaroslav le Sage, en remplacement d'une église primitive en bois. Jusque dans les années 1130, elle a été le principal lieu de culte de la cité et a abrité les dépouilles des princes de Novgorod. Pour les habitants de Novgorod, Sainte-Sophie est devenue synonyme, tout comme leur ville, d'indépendance et de pouvoir démocratique et populaire.

## Architecture
Cette église à cinq coupoles paraît plus simple et moins impressionnante que son prototype, la cathédrale Sainte-Sophie de Kiev. L'extérieur de la cathédrale est frappant par sa splendeur épique qui évoque le souvenir du passé glorieux de Novgorod. Au XIe siècle, tout cela semblait plus impressionnant que maintenant. Sa façade montre une énorme mosaïque de pierres et de pavés énormes grossièrement taillée. À certains endroits, plus particulièrement sur les absides, le mur est couvert par du mortier, poli jusqu'à devenir velouté, dessiné de façon à imiter une assise de briques et de blocs de pierre blanche, et légèrement coloré. Ainsi, la façade n'était pas blanche, comme elle l'est aujourd'hui, mais multicolore. Le jeu des pierres, des peintures décoratives et des matériaux de construction utilisés met en valeur l'impression de simplicité austère et introduit un effet pittoresque.
Les deux galeries sculptées s'étendent le long des côtés sud, ouest et nord du bâtiment, avec une tour-escalier construite au coin nord-est. La cathédrale a trois entrées : au sud, à l'ouest, et au nord. L'entrée ouest était l'entrée principale, utilisée lors de processions et de cérémonies. La porte d'une des trois entrées fut enlevée par Ivan le Terrible en 1570, qui la donna au monastère de la sloboda d'Alexandrovo près de la ville de Vladimir. Il ne resta plus que deux portails
Le portail à l'entrée est connu sous le nom de Portail Sigtuna (milieu du XIIe siècle) ; selon la légende, il fut ramené de la ville suédoise de Sigtuna en 1187, comme butin de guerre.
L'autre portail de bronze dans la cathédrale est appelé la porte de Korsoun ou encore de Magdebourg où il a été réalisé. Son nom de Korsoun vient de ce qu'il aurait été créé, selon la légende, au XIe siècle, à Kersonesos, une ville de l'actuelle Crimée, appartenant à Byzance. Cette porte conduit, par la galerie sud, à la chapelle de la Nativité. Elle est décorée de scènes bibliques et évangéliques en bronze coulé en relief. Selon la légende encore, ce portail a été amené à Novgorod par la volonté du prince Iaroslav le Sage (978-1054). Dans le coin gauche, en bas, on trouve les portraits des artisans qui ont créé ce magnifique spécimen de travail médiéval du bronze en Europe. Une inscription en alphabet latin donne leurs noms, Riquin et Weissmut. Le petit personnage central, à en juger par l'inscription en slavon, est la représentation de l'artisan russe qui a assemblé le portail, Avram.
L'intérieur de la cathédrale est aussi majestueux que l'extérieur. Il est divisé par d'énormes murs en cinq ailes, dont trois finissent en absides dans le chœur. Dans le coin sud-ouest, dans la tour, il y a une spirale énorme, dans des constructions relativement petites et modestes datant du XIIe au XVIe siècle.

## Portée historique de la cathédrale Sainte-Sophie de Novgorod
On remarque que la cathédrale Sainte-Sophie de Novgorod porte le nom de Sainte-Sophie comme celle de Kiev, à l'époque la cathédrale principale de la terre russe. Le prince principal était celui de Kiev. Dans une Russie déchirée par les guerres intestines, où les princes se battaient à l'aide d'alliances avec des puissances étrangères pour obtenir Kiev, Novgorod prend du champ et devient de plus en plus indépendante, suivant un modèle de démocratie populaire slave mais aussi nordique, symbolisé et concrétisé par les vétchés, qui finira en 1477, domptée par la puissance de Vassili III, prince à Moscou.
Mais en attendant, en construisant cette cathédrale Sainte-Sophie, Novgorod veut montrer son indépendance et l'existence d'un autre centre de la terre russe, centre libre et démocratique et, finalement, assez tranquille jusque dans les années 1200.
Les reliques de saint Nicétas de Novgorod (évêque de Novgorod mort en 1108) y sont vénérées. La cathédrale abrite surtout depuis 1991 une icône très vénérée dans toute la Russie orthodoxe, l'icône de Notre-Dame du Signe (XIIe siècle), dont la fête est le 27 novembre dans le calendrier julien.

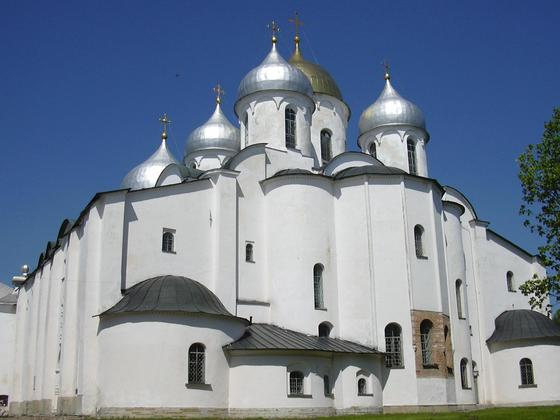
Cathédrale Sainte-Sophie de Novgorod.
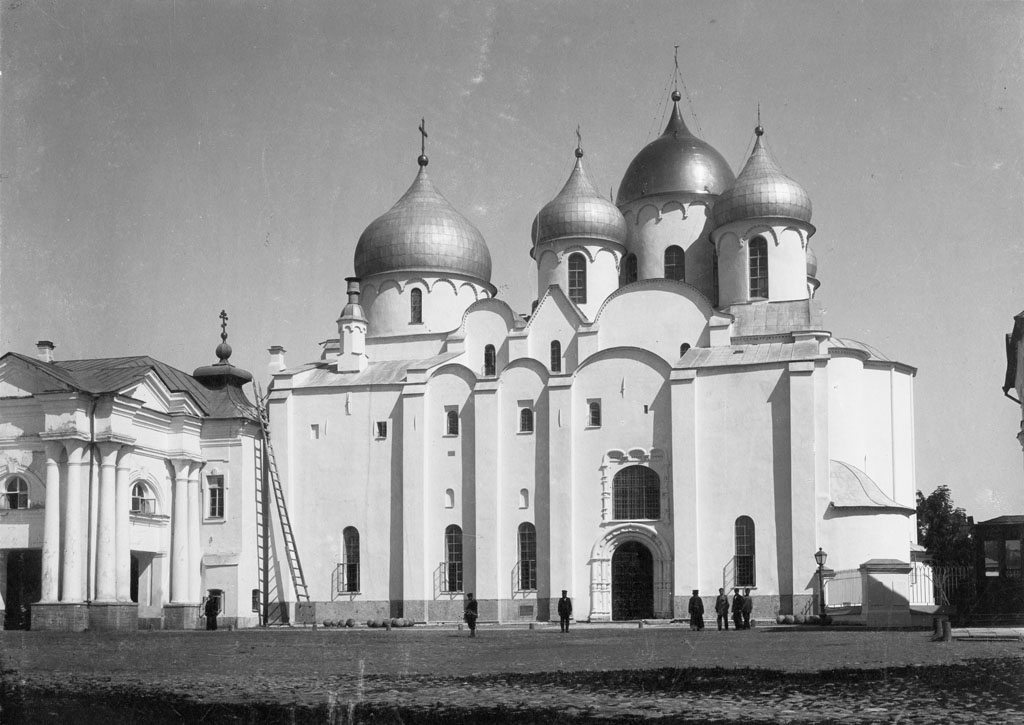
La cathédrale, photographiée en 1900.
Le porche des Martyrs avec des fresques du XIe siècle.
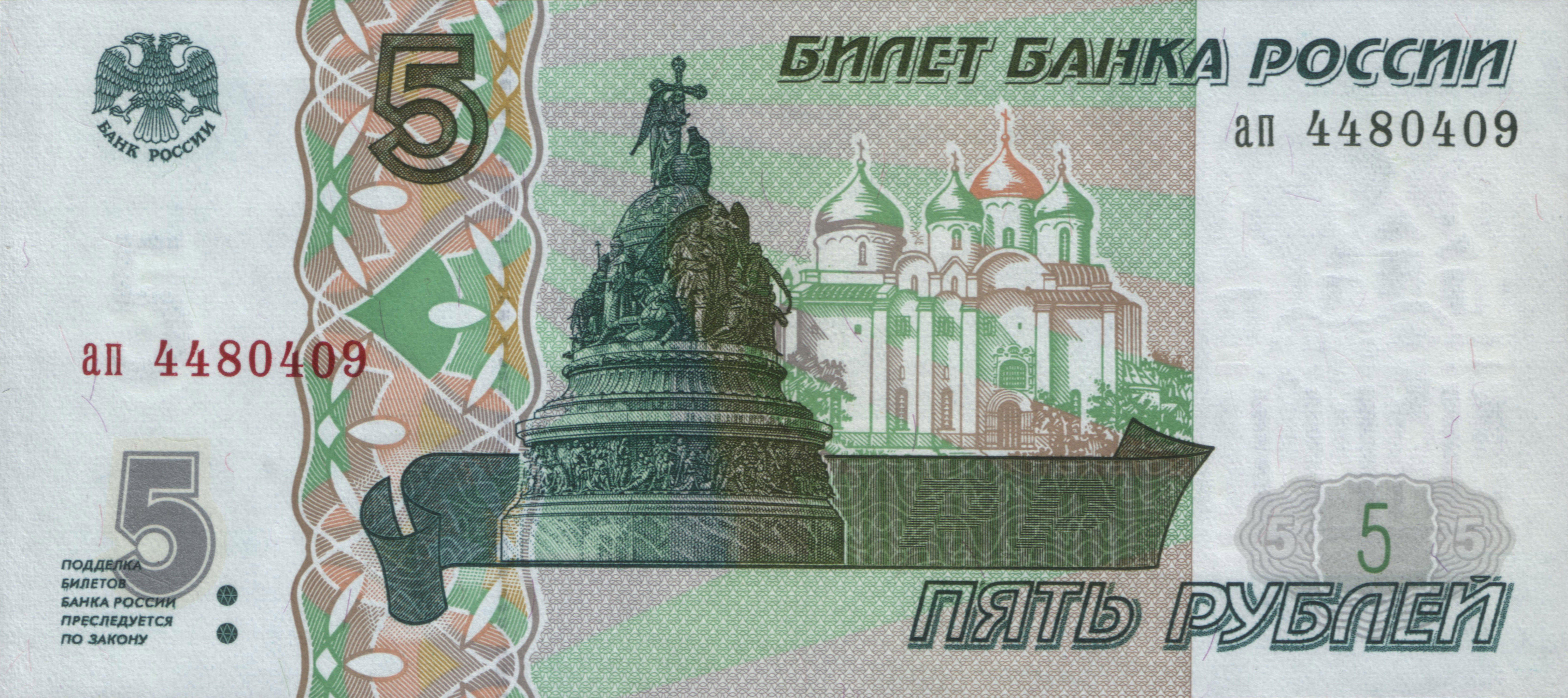
Billet de cinq roubles commémorant le Millénaire de la Russie, avec la cathédrale Sainte-Sophie de Novgorod.

## Source
- (en) St Sophia's Cathedral